# Scopeloberyx rossicus
Scopeloberyx rossicus är en fiskart som beskrevs av Kotlyar 2004. Scopeloberyx rossicus ingår i släktet Scopeloberyx och familjen Melamphaidae. Inga underarter finns listade i Catalogue of Life.